# Zapotèque de Mazaltepec
Le zapotèque de Mazaltepec (ou zapotèque de Santo Tomás Mazaltepec, zapotèque d'Etla) est une variété de la langue zapotèque parlée dans l'État de Oaxaca, au Mexique.

## Localisation géographique
Le zapotèque de Mazaltepec est parlé dans les villes de Santo Tomás Mazaltepec (en), San Pablo Etla (en) et San Andrés Zautla (en), au nord-ouest d'Oaxaca de Juárez, dans le district d'Elta (en), dans l'État de Oaxaca, au Mexique,.

## Intelligibilité avec les variétés du zapotèque
Les locuteurs du zapotèque de Mazaltepec ont une intelligibilité de 10 % du zapotèque de San Juan Guelavía mais d'aucune autre variété de zapotèque.

## Utilisation
En 1990, le zapotèque de Mazaltepec est parlé par 2 200 personnes dont 25 monolingues, les autres parlant aussi notamment l'espagnol. Cette langue est utilisée principalement dans la sphère privée, à la maison, par des personnes de tous âges. Elle est enseignée à l'école primaire.